# Gryżyna (Lubusz)
Pour les articles homonymes, voir Gryżyna.
Gryżyna (prononciation : [ɡrɨˈʐɨna]) est un village polonais de la gmina de Bytnica dans le powiat de Krosno Odrzańskie de la voïvodie de Lubusz dans l'ouest de la Pologne.
Il se situe à environ 9 kilomètres au nord-est de Bytnica (siège de la gmina), 21 kilomètres au nord-est de Krosno Odrzańskie (siège du powiat), 31 kilomètres au nord-ouest de Zielona Góra (siège de la diétine régionale) et 6 626 kilomètres au sud de Gorzów Wielkopolski (capitale de la voïvodie).
Le village compte approximativement une population de 140 habitants.

## Histoire
Avant 1945, ce village était sur le territoire de l'Empire allemand dans le Royaume de Prusse dans la province de Brandebourg sous le nom de Griesel. (voir Évolution territoriale de la Pologne)
De 1975 à 1998, le village appartenait administrativement à la voïvodie de Zielona Góra.

Depuis 1999, il appartient administrativement à la voïvodie de Lubusz